# Lista tomów serii Kuroko’s Basket
Ten artykuł zawiera listę tomów serii Kuroko’s Basket autorstwa Tadatoshiego Fujimakiego, publikowanej w magazynie „Shūkan Shōnen Jump” wydawnictwa Shūeisha od 8 grudnia 2008 do 1 września 2014. Łącznie ukazało się 275 rozdziałów, które później zostały skompilowane do 30 tankōbonów, które wydawane były od 3 kwietnia 2009 do 4 grudnia 2014.
W Polsce seria ukazała się nakładem wydawnictwa Waneko – pierwszy tom został wydany 15 grudnia 2014, natomiast ostatni – 30 lipca 2018.
| Nr | Język japoński      | Język japoński         | Język polski         | Język polski           |
| Nr | Data wydania        | ISBN                   | Data wydania         | ISBN                   |
| --- | ------------------- | ---------------------- | -------------------- | ---------------------- |
| 1 | 3 kwietnia 2009     | ISBN 978-4-08-874694-4 | 15 grudnia 2014      | ISBN 978-83-64508-82-0 |
| Lista rozdziałów - 001. Jestem Kuroko (jap. 黒子はボクです Kuroko wa boku desu) - 002. Poniedziałek, o 8:40 na dachu! (jap. 月曜朝8:40の屋上ね！ Getsuyou asa hachiji yonjuupun no okujou ne!) - 003. Mówię poważnie (jap. 本気です Honki desu) - 004. Nie są raczej zbyt silni (jap. まともじゃないかもしんないスね Matomo janai kamo shinnaisu ne) - 005. To nie jest wyłącznie na pokaz! (jap. 伊達じゃないですよ Date janai desu yo) - 006. Jeśli nie wygram, to nic się nie stanie! (jap. 勝てねェぐらいがちょうどいい Katenee gurai ga choudo ii) - 007. Kontratakujemy! (jap. 逆襲よろしく！ Gyakushū yoroshiku!) |                     |                        |                      |                        |
| 2 | 3 lipca 2009        | ISBN 978-4-08-874704-0 | 30 stycznia 2015     | ISBN 978-83-64508-83-7 |
| Lista rozdziałów - 008. Zaraz wracam (jap. 行ってきます Itte kimasu) - 009. Złożyłem obietnicę (jap. 約束しました Yakusoku shimashita) - 010. Człowiek strzela, Pan Bóg kule nosi (jap. 「人事を尽くして天命を待つ」 Jinji o tsukushite tenmei o matsu) - 011. Twoja koszykówka (jap. おまえのバスケ Omae no Basuke) - 012. Kupcie mi! (jap. 買ってきて♡ Katte kite) - 013. Ruszamy (jap. 行くぞ!! Ikuzo!!) - 014. Powiem ci dwie rzeczy (jap. ２つ言っておくぜ Futatsu itte okuze) - 015. Są naprawdę silni (jap. 断然強ーわ!! Danzen tsuee wa!!) - 016. Zobaczymy coś wspaniałego (jap. すごいもん見れるわよ Sugoi mon mireru wayo) |                     |                        |                      |                        |
| 3 | 4 września 2009     | ISBN 978-4-08-874731-6 | 16 marca 2015        | ISBN 978-83-64508-84-4 |
| Lista rozdziałów - 017. Czujecie zapał do walki? (jap. 燃えません？ Moemasen?) - 018. Zobaczmy ich w akcji! (jap. ちょっと見せてもらおうぜ Chotto misete moraouze) - 019. Zdałem sobie sprawę (jap. 改めて思いました Aratamete omoi mashita) - 020. Wszystko w porządku (jap. 大丈夫です Daijoubu desu) - 021. Przezwyciężyliśmy (jap. 乗り越えたし Norikoetashi) - 022. Nie martwcie się (jap. 心配すんな Shinpai sunna) - 023. Wygrajmy (jap. 勝つために Katsu tame ni) - 024. Musieliśmy się z nim pożegnać (jap. オシャカにしたんで Oshaka ni shitande) - 025. Kto wie (jap. さぁ… Saa...) |                     |                        |                      |                        |
| 4 | 4 listopada 2009    | ISBN 978-4-08-874754-5 | 30 kwietnia 2015     | ISBN 978-83-64508-85-1 |
| Lista rozdziałów - 026. No to mamy kłopot (jap. 困ります Komari masu) - 027. Weteran (jap. 百戦錬磨だ Hyakusenrenma da) - 028. Przepraszam (jap. すまないな Sumanai na) - 029. To przecież nie tak (jap. そんなもんじゃねえだろ Sonna mon ja nē daro) - 030. Jestem lwem! (jap. 獅子座だよ Shishiza dayo) - 031. Wygramy to! (jap. 勝つんだ!! Katsunda!!) - 032. Czym jest wygrana? (jap. 「勝利」ってなんですか "Shōri" tte nandesuka) - 033. Idziemy! (jap. 行くぜ!! Ikuze!!) - 034. „Człowiek strzela...” znaczy właśnie to! (jap. それが人事を尽くすということだ Sore ga jinji o tsukusu to iukoto da) |                     |                        |                      |                        |
| 5 | 4 stycznia 2010     | ISBN 978-4-08-874789-7 | 15 czerwca 2015      | ISBN 978-83-64508-86-8 |
| Lista rozdziałów - 035. Stać się na więcej (jap. 信じてました Shinjite mashita) - 036. Do następnego razu (jap. また...やりましょう Mata...yarimashō) - 037. Nauka to potęgi klucz! (jap. バカじゃ勝てないのよ！ Baka ja katenai no yo!) - 038. Przepraszam za najście (jap. 来ちゃいました Kichai mashita) - 039. Jak dwie krople wody (jap. そっくりだね Sokkuri da ne) - 040. Nie rozśmieszaj mnie! (jap. 笑わせんなよ Warawasenna yo) - 041. Niezły, kurde, żart! (jap. お茶です Ocha desu) - 042. Postaramy się was pozabawiać (jap. 前座や Zenza ya) - 043. Mogłem ją złapać (jap. とれました Toremashita) |                     |                        |                      |                        |
| 6 | 2 kwietnia 2010     | ISBN 978-4-08-870024-3 | 30 lipca 2015        | ISBN 978-83-64508-87-5 |
| Lista rozdziałów - 044. Ona taka nie jest (jap. そんなタマではないだろう Sonna tama de wa nai darō) - 045. Dam czadu! (jap. やろーか Yarō ka) - 046. Jest dobrze (jap. いーじゃねーか Ii ja nēka) - 047. Zostaw to nam! (jap. まかせとけ Makasetoke) - 048. To tylko banda głupków (jap. ふざけた奴ばっかりだ Fuzaketa yatsu bakkari da) - 049. Zakończmy to (jap. 決着つけようぜ Kecchaku tsukeyō ze) - 050. Twoja koszykówka (jap. おまえのバスケ Omae no basuke) - 051. Nigdy! (jap. 嫌だ!! Iyada!!) - 052. Nowe wyzwanie (jap. 新しい挑戦へ Atarashii chōsen e) |                     |                        |                      |                        |
| 7 | 4 czerwca 2010      | ISBN 978-4-08-870050-2 | 15 września 2015     | ISBN 978-83-64508-88-2 |
| Lista rozdziałów - 053. Przepraszam, kim jesteś? (jap. どちら様ですか Dochira-sama desu ka) - 054. Dlatego go nie znoszę (jap. だからアイツはヤなんだ Dakara aitsu wa yananda) - 055. Moje prawdziwe umiejętności (jap. これが実力だ Kore ga jitsuryoku da) - 056. Rezygnacja (jap. 捨てることだ Suteru koto da) - 057. Ja nie „chciałbym być”! (jap. なりたいじゃねーよ Naritai ja nēyo) - 058. Zostawcie to mnie! (jap. まかせて！ Makasete!) - 059. Zaczynamy (jap. 始めるわよ Hajimeru wa yo) - 060. Nie rozśmieszaj mnie (jap. 笑わせるな Warawaseru na) - 061. Spróbuj skoczyć! (jap. 跳んでみて Tonde mite) |                     |                        |                      |                        |
| 8 | 4 sierpnia 2010     | ISBN 978-4-08-870089-2 | 30 października 2015 | ISBN 978-83-64508-89-9 |
| Lista rozdziałów - 062. Wiem, co mam robić! (jap. やることは決まった!! Yaru koto wa kimatta!!) - Rozdział specjalny. Tip off (jap. -Tip off- Tippu ofu) - 063. Wygram, choćby miało mnie to zabić! (jap. 死んでも勝つっスけど Shindemo katsussu kedo) - 064. Nie jestem na tyle dorosły (jap. 大人じゃねーよ! Otona ja nēyo!) - 065. Przypomnij sobie (jap. 誰だと思ってんスか Dare da to omottensuka) - 066. Małe ostrzeżenie (jap. 一つ忠告しとくわ Hitotsu chuukoku shitoku wa) - 067. Przestanę (jap. やめる Yameru) - 068. Mnie to nie zdziwi (jap. おかしくないと思います Okashikunai to omoimasu) - 069. I co teraz? (jap. どうなるんスかね Dōnarunsuka ne) - 070. Wszyscy macie nierówno pod kopułą! (jap. カン違いしてんじゃねーよ！ Kanchigai shiten ja nē yo!)                                                        |                     |                        |                      |                        |
| 9 | 4 października 2010 | ISBN 978-4-08-870115-8 | 15 grudnia 20145     | ISBN 978-83-64508-90-5 |
| Lista rozdziałów - 071. Strach się bać (jap. 恐ろしいもんやで Osoroshii mon ya de) - 072. Oczywista oczywistość (jap. 当たり前なこと言ってんじゃねーよ Atarimae na koto itten ja nē yo) - 073. Zrewanżujemy się (jap. 返せ Kaese) - 074. Patrzcie, co znalazłem! (jap. 拾いました Hiroi mashita) - 075. Kto by się spodziewał? (jap. こんな所で会うとはな Konna Tokoro de Au towa na) - 076. Starszy brat (jap. 兄キかな Aniki kana) - 077. Zdecydowałem, że dam z siebie wszystko! (jap. 腹は決めた!! Hara wa kimeta!!) - 078. Może do nas dołączysz? (jap. ちょっとまざってけよ Chotto mazatteke yo) - 079. W pucharze zimowym (jap. ウインターカップで Uintā Kappu de) - 080. Proszę, patrz uważnie (jap. 見てて下さい Mitete kudasai)                                                                                        |                     |                        |                      |                        |
| 10 | 3 grudnia 2010      | ISBN 978-4-08-870151-6 | 29 stycznia 2016     | ISBN 978-83-64508-91-2 |
| Lista rozdziałów - 081. Start! (jap. 始動!!! Shidō!!!) - 082. Cieszmy się grą (jap. 楽しんでこーぜ Tanoshinde kōze) - 083. Proszę, wypowiedz mu wojnę! (jap. 宣戦布告お願いします Sensenfukoku onegai shimasu) - 084. Wreszcie (jap. やっとだろうが Yatto darō ga) - 085. Raz wystarczy (jap. 一度でたくさんだ Ichido de takusan da) - 086. Na to jest tylko jedna odpowiedź (jap. 答えは一つに決まっている Kotae wa hitotsu ni kimatte iru) - 087. To już nie przelewki! (jap. 手強いなんてもんじゃねぇ Tegowai nante mon ja nee) - 088. Biegiem! (jap. 走るぞ!! Hashiru zo!!) - 089. Na to czekałem (jap. 待ってたぜ Matteta ze) |                     |                        |                      |                        |
| 11 | 4 marca 2011        | ISBN 978-4-08-870192-9 | 16 marca 2016        | ISBN 978-83-64508-92-9 |
| Lista rozdziałów - 090. No dalej! Pokaż ją światu! (jap. さぁ…お披露目よ！ Saa...ohirome yo!) - 091. Już dawno go przekroczyłem (jap. とうの昔に超えている Tō no mukashi ni koeteiru) - 092. Koniec meczu! (jap. 試合終了 Shiai shūryō) - 093. Niczego bardziej nie pragnę (jap. 望むところです Nozomu tokoro desu) - 094. Sprzątania nadszedł czas! (jap. お片付けといきますか！ Okatazuke to ikimasu ka!) - 095. To go założymy! (jap. じゃあ創ろうぜ Jā tsukurō ze) - 096. Daj sobie spokój (jap. 諦めろ Akiramero) - 097. Klub koszykówki Liceum Seirin! (jap. 誠凛高校バスケ部だ!! Seirin Kōkō Basuke-bu da!!) - 098. Cieszę się, że was spotkałem! (jap. 出会えてよかった Deaete yokatta) - 099. Niedługo wrócę! (jap. すぐ戻る Sugu modoru)                                                                               |                     |                        |                      |                        |
| 12 | 2 maja 2011         | ISBN 978-4-08-870222-3 | 29 kwietnia 2016     | ISBN 978-83-64508-93-6 |
| Lista rozdziałów - 100. To normalne, że będziemy się palić do gry (jap. 燃えないわけがねーぜ Moenai wake ga nē ze) - 101. Pokonam cię, choćby nie wiem co! (jap. 必ず倒す Kanarazu taosu) - 102. Postanowiłem (jap. だからオレは決めたんだ Dakara ore wa kimetan da) - 103. Wtopisz! (jap. 負けんぞ Maken zo) - 104. To pułapka (jap. それが罠や Sore ga wana ya) - 105. Zaufanie (jap. 信頼だ Shinrai da) - 106. Mam takie przeczucie (jap. そんな気がすんだ Sonna kiga sun da) - 107. Wolne żarty! (jap. ふざけるな Fuzakeru na) - 108. Zmęczyłem się tym czekaniem (jap. 待ちくたびれたぜ Machi kutabireta ze) |                     |                        |                      |                        |
| 13 | 4 lipca 2011        | ISBN 978-4-08-870258-2 | 15 czerwca 2016      | ISBN 978-83-64508-94-3 |
| Lista rozdziałów - 109. Kopę lat (jap. 久しぶりだな Hisashiburi dana) - 110. Oddajemy się w wasze ręce (jap. よろしゅうたのむわ Yoroshū tanomu wa) - 111. Gotowi, do startu (jap. このまま始めるわよ Kono mama hajimeru wa yo) - 112. Puchar zimowy uważam za otwarty! (jap. ウインターカップを開会します Uintā Kappu wo kaikai shimasu) - 113. Przepraszam, że kazałem na siebie czekać (jap. 待たせたね Mataseta ne) - 114. Tym razem musimy wygrać! (jap. 今度はもう絶対に Kondo wa mō zettai ni) - 115. Obejmiemy prowadzenie! (jap. 主導権とれ!! Shudōken tore!) - 116. Żyłeś w błędzie (jap. 心外です Shingai desu) - 117. Tylko gdy jest się w najlepszej formie! (jap. 絶好調の時だけだ!! Zekkōchō no toki dake da!!) |                     |                        |                      |                        |
| 14 | 4 października 2011 | ISBN 978-4-08-870295-7 | 29 lipca 2016        | ISBN 978-83-64508-95-0 |
| Lista rozdziałów - 118. On nienawidzi przegrywać (jap. 負けず嫌いやからな Makezugirai yakara na) - 119. Będę się streszczał (jap. 話が早くて助かるぜ Hanashi ga hayakute tasukaru ze) - 120. Próżny trud (jap. 無駄な努力だ Mudana doryoku da) - 121. Teraz moja kolej (jap. 今度はオレが Kondo wa orega) - 122. Możecie zostawić go mnie? (jap. オレに任せてくれないすか Ore ni makasete kurenai suka) - 123. Pewnie jest przeszczęśliwy (jap. 嬉しくてしょうがないと思います Ureshikute shoganai to omoimasu) - 124. Choćby tylko jeden raz (jap. ただもう一度 Tada mōichido) - 125. Przełamanie! (jap. 逆転だよ! Gyakuten dayo!) - 126. Pobaw się ze mną (jap. 仲良くしようや Nakayoku shiyō ya) |                     |                        |                      |                        |
| 15 | 12 grudnia 2011     | ISBN 978-4-08-870317-6 | 15 września 2016     | ISBN 978-83-64508-96-7 |
| Lista rozdziałów - 127. Wykorzystali wszystkie opcje (jap. 万策尽きた Bansaku tsukita) - 128. Wygramy tu i teraz! (jap. 今勝つんだ！ Ima katsun da!) - 129. To lepsze niż przegrana w takim momencie (jap. ここで負けるよりマシです Kokode makeru yori mashi desu) - 130. Ostatnia, czwarta kwarta (jap. 最終第4Q!!! Saishū dai yon kuōtā!) - 131. Wierzymy (jap. 信じてるぜ Shinjiteru ze) - 132. Nie potrafię zatrzymać Aomine (jap. 青峰君を止めることはできません Aominekun wo tomerukoto wa dekimasen) - 133. Jestem wdzięczny (jap. 感謝するぜ Kansha suru ze) - 134. I tak jest najsilniejszy (jap. それでも最強は Soredemo saikyo wa) - 135. Wierzę w niego! (jap. 信じてますから Shinjitemasu kara) |                     |                        |                      |                        |
| 16 | 2 marca 2012        | ISBN 978-4-08-870372-5 | 28 października 2016 | ISBN 978-83-64508-97-4 |
| Lista rozdziałów - 136. Wygram za wszelką cenę! (jap. 絶対勝つ！！ Zettē katsu!!) - 137. Myślisz, że z tobą przegram? (jap. 負けるかよ Makerukayo) - 138. Wierzyłem w (jap. 信じてるのは Shinjiteru no wa) - 139. Koniec meczu! (jap. 試合終了！！ Taimu appu!!) - 140. Cieszę się (jap. 本当によかった Hontō ni yokatta) - 141. Nice to meet you! (jap. よろしくな！ Yoroshiku na) - 142. Naucz mnie, proszę! (jap. 教えてください Oshiete kudasai) - 143. To niełatwa sprawa (jap. 軽いものなはずないだろう Karui mono na hazu nai darō) - 144. Aż się nie mogę doczekać (jap. 楽しみじゃい Tanoshimi jai) |                     |                        |                      |                        |
| 17 | 4 kwietnia 2012     | ISBN 978-4-08-870404-3 | 15 grudnia 2016      | ISBN 978-83-64508-98-1 |
| Lista rozdziałów - 145. Tip-off! (jap. 試合開始！！ Tippu ofu!!) - 146. Zatrzymajmy ich (jap. 止めよーかい Tomeyō kai) - 147. Obronię (jap. オレが守る！！ Orega mamoru!!) - 148. Pierwsze punkty (jap. 初得点！！ Hatsutokuten!!) - 149. Powierzchowne umiejętności (jap. 付け焼刃じゃ張れねーよ Tsukeyakiba ja harenē yo) - 150. Zostaw to nam! (jap. まかせとけ！！ Makasetoke!!) - 151. Chcę go zmiażdżyć (jap. 叩きつぶしたいんだよ Tataki tsubushitai n dayo) - 152. Jak przełamać egidę (jap. 絶対防御破りだ Ēgisu no tate yaburi da) - 153. To jasne jak słońce (jap. 決まってらぁ Kimatterā) |                     |                        |                      |                        |
| 18 | 4 lipca 2012        | ISBN 978-4-08-870430-2 | 30 stycznia 2017     | ISBN 978-83-64508-99-8 |
| Lista rozdziałów - 154. Już rozumiem! (jap. わかったぜ．．．！！ Wakatta ze...!!) - 155. Zmiażdżę was! (jap. ヒネリつぶしてやるよ Hineri tsubushite yaru yo) - 156. Zwykły śmieć (jap. ただのゴミだ Tadano gomi da) - 157. Wygrajcie to! (jap. 勝ってくれ Katte kure) - 158. Nie chcę przegrać! (jap. 負けたくない！ Maketaku nai!) - 159. Gdzie on się podział?! (jap. どこいった！？ Doko itta!?) - 160. Cieszę się, że nie rzuciłem gry w kosza (jap. やっててよかったよ Yattete yokatta yo) - 161. Oznaka lekceważenia (jap. なめてるっつーんだよ！ Nameteru ttsūn da yo!) - 162. Kim jesteś? (jap. あんた誰？ Anta dare?) |                     |                        |                      |                        |
| 19 | 4 września 2012     | ISBN 978-4-08-870499-9 | 15 marca 2017        | ISBN 978-83-8096-180-7 |
| Lista rozdziałów - 163. As drużyny Seirin (jap. 誠凜のエース（光） Seirin no hikari) - 164. Widowisko (jap. 見物だぜ Mimonodaze) - 165. Mam dość (jap. もういいや Mō ii ya) - 166. Wygram! (jap. 勝つ！！！ Katsu!!!) - 167. Chwila prawdy (jap. 正念場だ！！ Shōnenba da!) - 168. Koniec! (jap. 終わりだ！！ Owari da!!) - 169. Coś w tym stylu (jap. そーゆーことだろ Sōyū koto daro) - 170. Zabijałem czas (jap. ただのヒマつぶしだ Tadano himatsubushi da) - 171. Jest moja! (jap. 俺のもんだ Ore no mon da) |                     |                        |                      |                        |
| 20 | 4 grudnia 2012      | ISBN 978-4-08-870535-4 | 30 kwietnia 2017     | ISBN 978-83-8096-181-4 |
| Lista rozdziałów - 172. Nie przeszkadzaj! (jap. ジャマすんじゃねーよ．．．！ Jamasun’n janē yo...!) - 173. Odpuść (jap. やめとけよ Yametoke yo) - 174. Dzięki za buty (jap. もらっとくわ Morattoku wa) - 175. Pokażę ci (jap. 教えてやる Oshite yaru) - 176. Tylko i aż tyle (jap. それだけのことだよ Soredake no kotoda yo) - 177. Nie znam (jap. オレは知らない Ore wa shiranai) - 178. Szybko zrozumiesz (jap. すぐにわかるよ Sugu ni wakaru yo) - 179. Nie poddali się (jap. 諦めていません Akiramete imasen) - 180. Za cholerę niepodobny (jap. 似てんなお前らと Nitenna omaera to) |                     |                        |                      |                        |
| 21 | 4 lutego 2013       | ISBN 978-4-08-870618-4 | 14 czerwca 2017      | ISBN 978-83-8096-182-1 |
| Lista rozdziałów - 181. Na srebrnej tacy (jap. 差し出そう Sashidasō) - 182. Nie sięgam (jap. 届かない Todokanai) - 183. To idziemy (jap. さあ行こう Sā ikō) - 184. Zwycięstwo absolutne! (jap. 先手必勝! Sente hisshō!) - 185. Mam ochotę się śmiać (jap. 笑っちゃいますね Waratcha imasu ne) - 186. Moja kolej (jap. 出番よ! Deban yo!) - 187. Ponieważ mam przyjaciół (jap. 仲間がいるでしょーが Chīmumeito ga irudeshō ga) - 188. Po co strzępić język (jap. 言うだけヤボだ Iu dake yaboda) - 189. Prawdziwe światło (jap. 真の光 Shin no hikari) |                     |                        |                      |                        |
| 22 | 2 maja 2013         | ISBN 978-4-08-870649-8 | 31 lipca 2017        | ISBN 978-83-8096-183-8 |
| Lista rozdziałów - 190. Musimy grać pełną parą (jap. だから全力でやる Dakara zenryoku de yaru) - 191. Widzę cię jak na dłoni! (jap. 丸見えだぜ Marumieda ze) - 192. Masz z tym jakiś problem? (jap. なんか文句あんのか Nanka monkuan no ka) - 193. Nie lekceważcie nas! (jap. ナメんじゃねぇ!! Name’n janē!!) - 194. Aby wygrać (jap. 勝った目に Katta me ni) - 195. Punkt kulminacyjny (jap. 最高潮だ Kuraimakkusu da) - 196. Nie możemy się odprężyć nawet na ułamek sekundy (jap. 一瞬も気は抜けなそーだ Isshun mo ki wa nukena sō da) - 197. Połknąć w całości (jap. 飲み込まれるぞ Nomikoma reruzo) - 198. Tym razem (jap. 今度こそ Kondo koso) |                     |                        |                      |                        |
| 23 | 2 sierpnia 2013     | ISBN 978-4-08-870785-3 | 15 września 2017     | ISBN 978-83-8096-184-5 |
| Lista rozdziałów - 199. Trudne zadanie (jap. 至難の業だ Shinan no waza da) - 200. Mam odpowiedź (jap. 答えは出ました Kotae wa demashita) - 201. Zgodnie z planem (jap. 狙い通りだよ Nerai-dōrida yo) - 202. Nie myślałem o tym (jap. 思いませんでした Omoimasendeshita) - 203. Najsilniejszy zawodnik (jap. 最高の選手です Saikō no senshu desu) - 204. Bezchmurny dzień (jap. 「青い空の日」 Aoi sora no hi) - 205. Nie rozumiem (jap. わからないんです Wakaranai’n desu) - 206. Zależy o niego (jap. 彼しだいさ Kare-shidai sa) - 207. Witaj (jap. ようこそ Yōkoso) |                     |                        |                      |                        |
| 24 | 4 października 2013 | ISBN 978-4-08-870819-5 | 30 października 2017 | ISBN 978-83-8096-185-2 |
| Lista rozdziałów - 208. Nic się nie stało (jap. 大丈夫です Daijōbu desu) - 209. Dasz radę! (jap. できるさ! Dekiru-sa!) - 210. Wiedziałem, że tak będzie (jap. わかってたこった Wakatteta kotta) - 211. Nara (jap. じゃーな Jā’na) - 212. Nigdy nie przegram (jap. 負ける気がしねぇ Makeru ki ga shinē) - 213. Lew i królik (jap. 獅子搏兎 Shishi hakuto) - 214. Już się nie mogę doczekać! (jap. 楽しみだ! Tanoshimida!) - 215. Dajmy z siebie wszystko! (jap. がんばりましゃう Ganbari mashau) - 216. Sorki (jap. ・・・ワリィ ...Warī) - 217. Chodźmy (jap. 行こうぜ Ikōze) |                     |                        |                      |                        |
| 25 | 4 grudnia 2013      | ISBN 978-4-08-870851-5 | 14 grudnia 2017      | ISBN 978-83-8096-186-9 |
| Lista rozdziałów - 218. Chociaż teraz (jap. せめて今だけでも Semete ima dake demo) - 219. Dziękuję (jap. ありがとうございます Arigatōgozaimasu) - 220. Już nie pamiętam (jap. 忘れちまった Wasure chimatta) - 221. Te-tsu-yo (jap. テツヤ Tetsuya) - 222. Już nie jesteśmy (jap. 僕らはもう Bokura wa mō) - 223. Jestem dupkiem (jap. ・・・・・・最低です ......Saitei desu) - 224. Fajnie by było (jap. ・・・いいなぁ ...Ī nā) - 225. Mogę w czymś pomóc? (jap. 何か用か? Nani ka yō ka?) - 226. Czym jest zwycięstwo? (jap. 勝利ってなんですか? Shōritte nandesu ka?) - 227. Nazywam się Tetsuya Kuroko (jap. 黒子はボクです Kuroko wa boku desu) |                     |                        |                      |                        |
| 26 | 4 marca 2014        | ISBN 978-4-08-880025-7 | 30 stycznia 2018     | ISBN 978-83-8096-187-6 |
| Lista rozdziałów - 228. W końcu już od dawna jesteśmy przyjaciółmi (jap. とっくに仲間だろーが Tokku ni sōdarō ga) - 229. No to idę (jap. 行ってきます Ittekimasu) - 230. Przyjmuję twoje wyzwanie (jap. 受けてやろう Ukete yarou) - 231. Zaczynamy (jap. 始めます Hajimemasu) - 232. Ostatni tip-off (jap. 決勝戦試合開始!! Fainaru tippu ofu!!) - 233. Czy to nie jest niebezpieczne? (jap. やばくねーか? Yabaku nē ka?) - 234. Nie ma na co czekać (jap. 待ったなしゃ Matta’nasha) - 235. Nie dało się tego lepiej rozwiązać (jap. 最高じゃねーの? Saikō janē no?) - 236. Zniszczył?! (jap. 破られた・・・!? Yaburareta...!?) |                     |                        |                      |                        |
| 27 | 4 marca 2014        | ISBN 978-4-08-880057-8 | 15 marca 2018        | ISBN 978-83-8096-188-3 |
| Lista rozdziałów - 237. Nie prezceniacie się? (jap. 甘いんじゃない? Amai’n janai?) - 238. Identyczny (jap. そっくりじゃねぇか Sokkuri janē ka) - 239. Podobasz mi się (jap. 気に入った Kiniitta) - 240. Bardzo się przykłada (jap. 大マジメさ Dai majime-sa) - 241. To frustrujące (jap. 悔しいよ・・・ Kuyashī yo...) - 242. Pokażę ci coś świe-tne-go! ♡ (jap. いいもの見せてア・ゲ・ル♡ Ī mono misete A.GE.RU ♡) - 243. Zwycięstwo należy do mnie (jap. 私の勝ちね Watashi no kachi ne) - 244. Tak się nie robi (jap. アカンやろ Akan yaro) - 245. Nie zdarzy się cud (jap. 奇跡は起きない Kiseki wa okinai) |                     |                        |                      |                        |
| 28 | 4 lipca 2014        | ISBN 978-4-08-880136-0 | 27 kwietnia 2018     | ISBN 978-83-8096-189-0 |
| Lista rozdziałów - 246. Długa droga przed wami (jap. まだだよ Madada yo) - 247. Nie (jap. いやだ Iyada) - 248. Na razie nie mam zamiaru oddać (jap. まだゆずる気はありません Mada yuzuru ki wa arimasen) - 249. Dopiero się rozkręcamy (jap. こっからだぜ Kokkarada ze) - 250. Brak mu determinacji (jap. 覚悟の重さ Kakugo no omo-sa) - 251. Jeszcze cię potrzebuję (jap. まだ必要だ Mada hitsuyō da) - 252. Wielbłąd (jap. ラクダが言いました Rakuda ga iimashita) - 253. Zostawcie to mnie (jap. 任せてくれ Makasete kure) - 254. Ustępuję ci (jap. 敵わない Kanawanai) |                     |                        |                      |                        |
| 29 | 3 października 2014 | ISBN 978-4-08-880174-2 | 15 czerwca 2018      | ISBN 978-83-8096-190-6 |
| Lista rozdziałów - 255. Dajmy z siebie wszystko! (jap. これでも必死だよ Kore demo hisshida yo) - 256. Jestem zdesperowany! (jap. これでも必死だよ Kore demo hisshida yo) - 257. Wyzywam was, Rakuzan! (jap. 行くぜ洛山!! Ikuze Rakuzan!!) - 258. Nie będę cię więcej powstrzymywał (jap. もう止めねーよ Mō tomenē yo) - 259. Na pewno cię zatrzymam! (jap. 絶対止めてやる Zettai tomete yaru) - 260. Ostrzeżenie (jap. 忠告だ Chūkokuda) - 261. Wystarcza aż nadto (jap. 十分だろ Jūbundaro) - 262. Nie poddasz się? (jap. 諦めませんか Akiramemasen ka) - 263. Zatrzymajcie go! (jap. 赤司を止めてくれぇ!! Akashi o tomete kurē!!) |                     |                        |                      |                        |
| 30 | 4 grudnia 2014      | ISBN 978-4-08-880211-4 | 30 lipca 2018        | ISBN 978-83-8096-191-3 |
| Lista rozdziałów - 264. Czy to pierwszy raz? (jap. 初めてじゃないかな Hajimete janai ka na) - 265. Nie mogę sobie na to pozwolić (jap. そんな余裕はないですから Son’na yoyū wanaidesu kara) - 266. Kim jesteś? (jap. 誰だお前 Dareda omae) - 267. Dawno się nie widzieliśmy (jap. 久しぶりだね Hisashiburida ne) - 268. Co robić? (jap. どうすりゃいいんだ Dō surya iinda) - 269. Nie poddam się! (jap. 諦めるな!! Akirameru na!!) - 270. To właśnie ty (jap. お前だったんじゃねーか Omae dattan janē ka) - 271. Sto lat za wcześnie (jap. 百年早い Hyaku-nen hayai) - 272. Stawiam wszystko na jedną kartę! (jap. すべてを懸けろ!! Subete o kakero!!) - 273. Ostatnia akcja (jap. これが最後のプレイだ Kore ga saigo no purei da) - 274. Koniec meczu (jap. 試合終了 Taimu appu) - 275. Ile zechcesz (jap. 何度でも Nando demo) |                     |                        |                      |                        |